# Saathain
Saathain is een plaats en voormalige gemeente in de Duitse deelstaat Brandenburg en maakt deel uit van de gemeente Röderland in het district Elbe-Elster.

## Geschiedenis
De toenmalige zelfstandige gemeente werd op 26-10-2003 na een fusie deel van de gemeente Röderland.

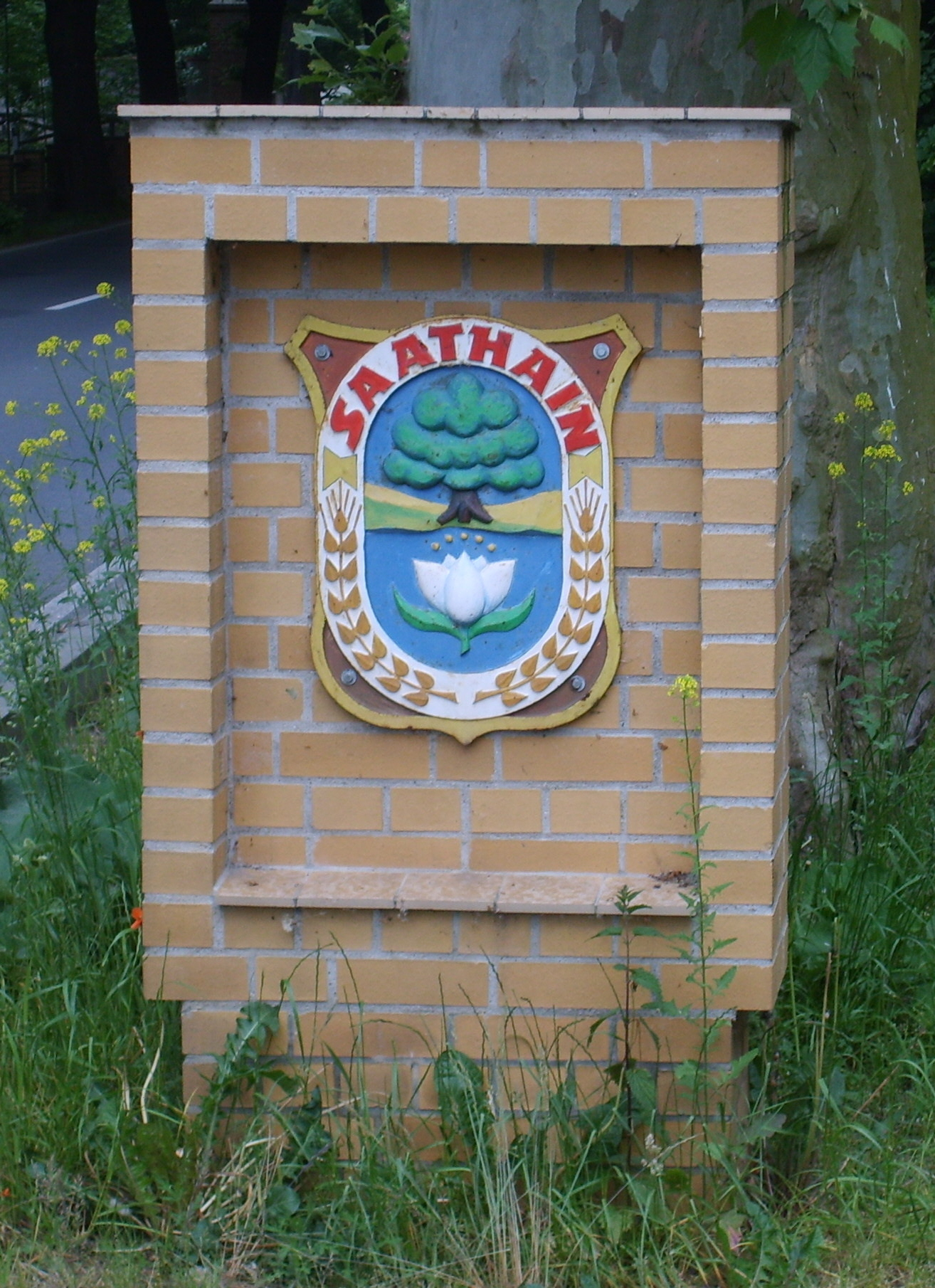
Wapen van Saathain
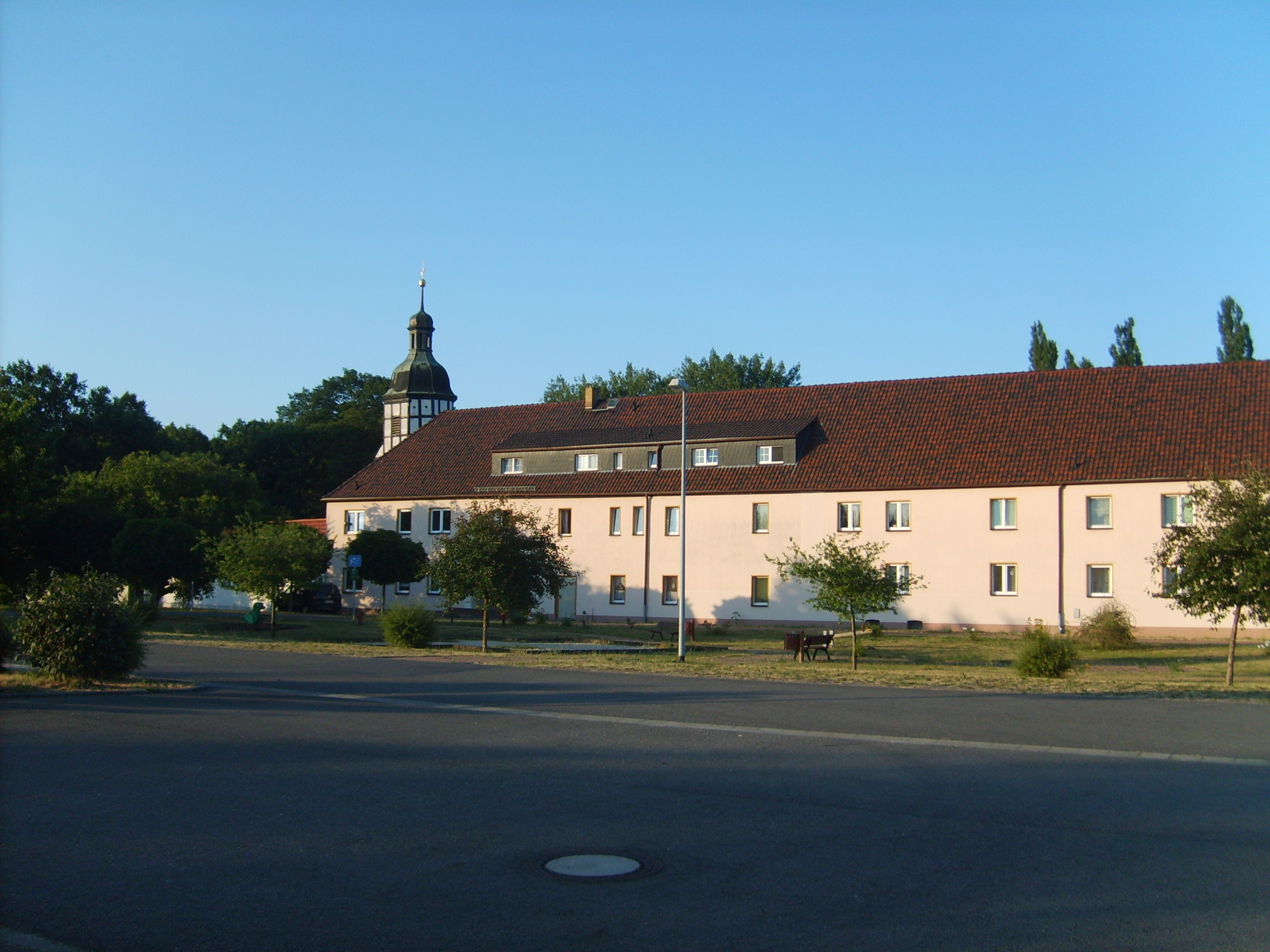
Landgoed Saathain
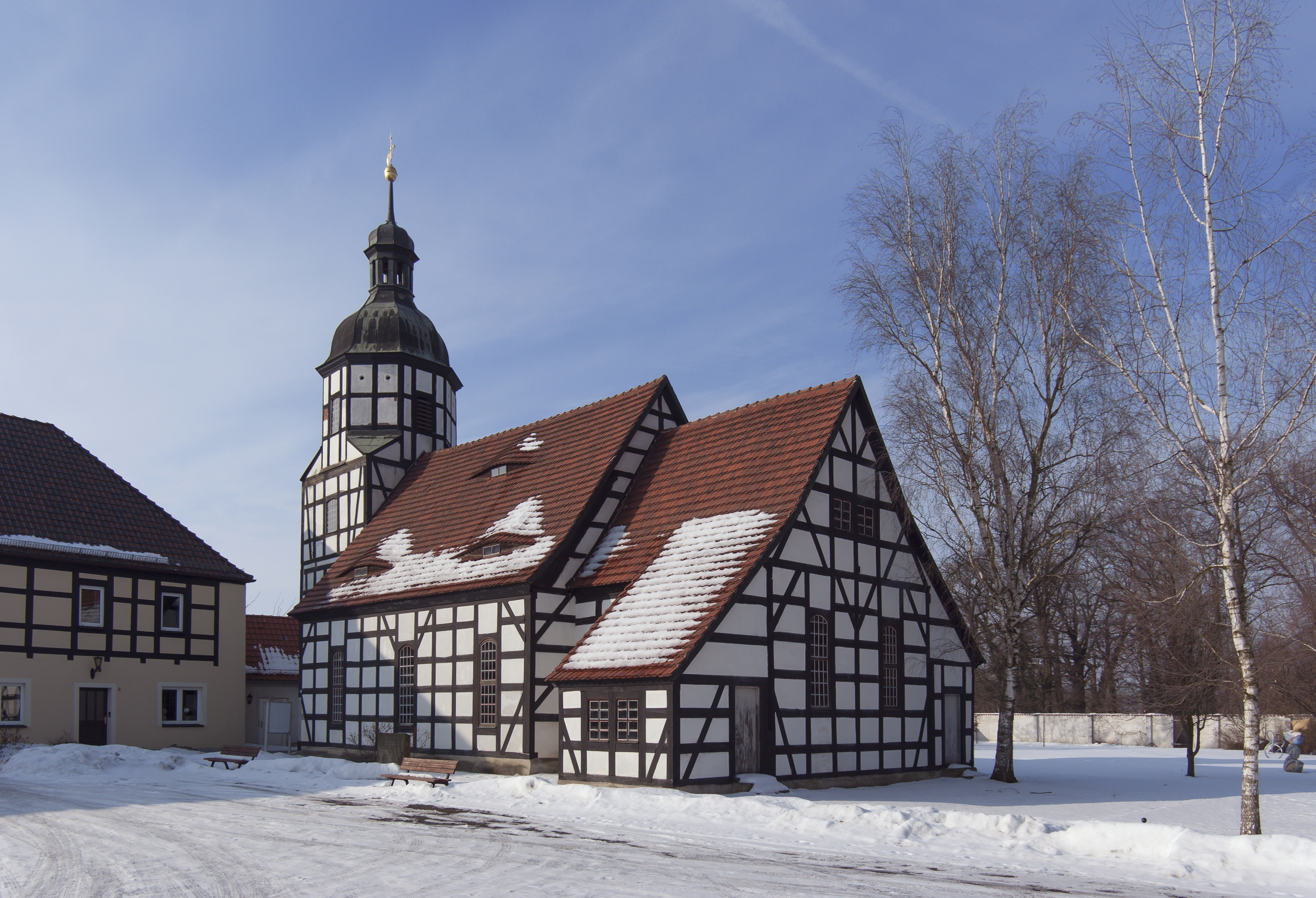
Kerk op het landgoed Saathain
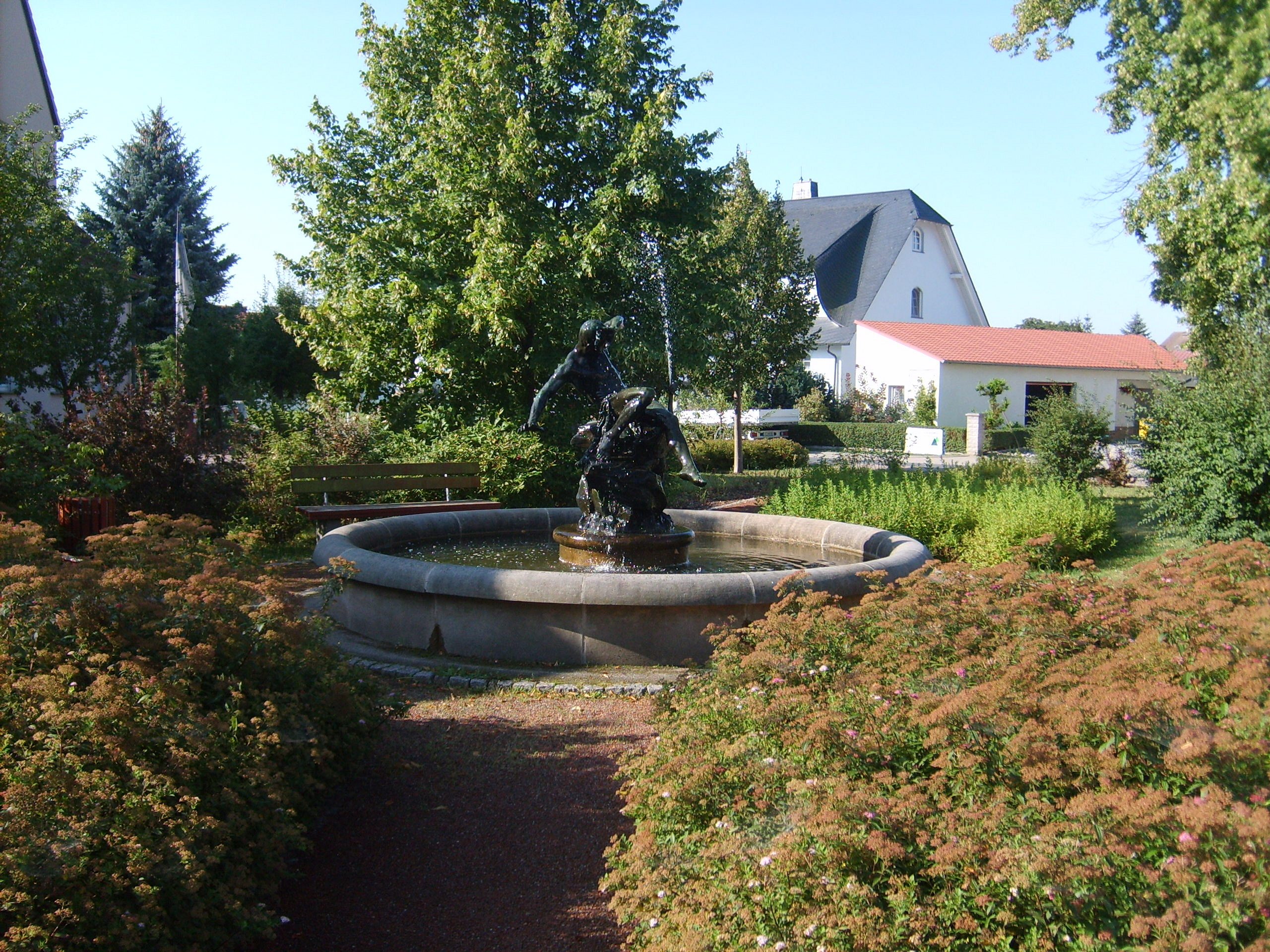
Fontein in Saathain
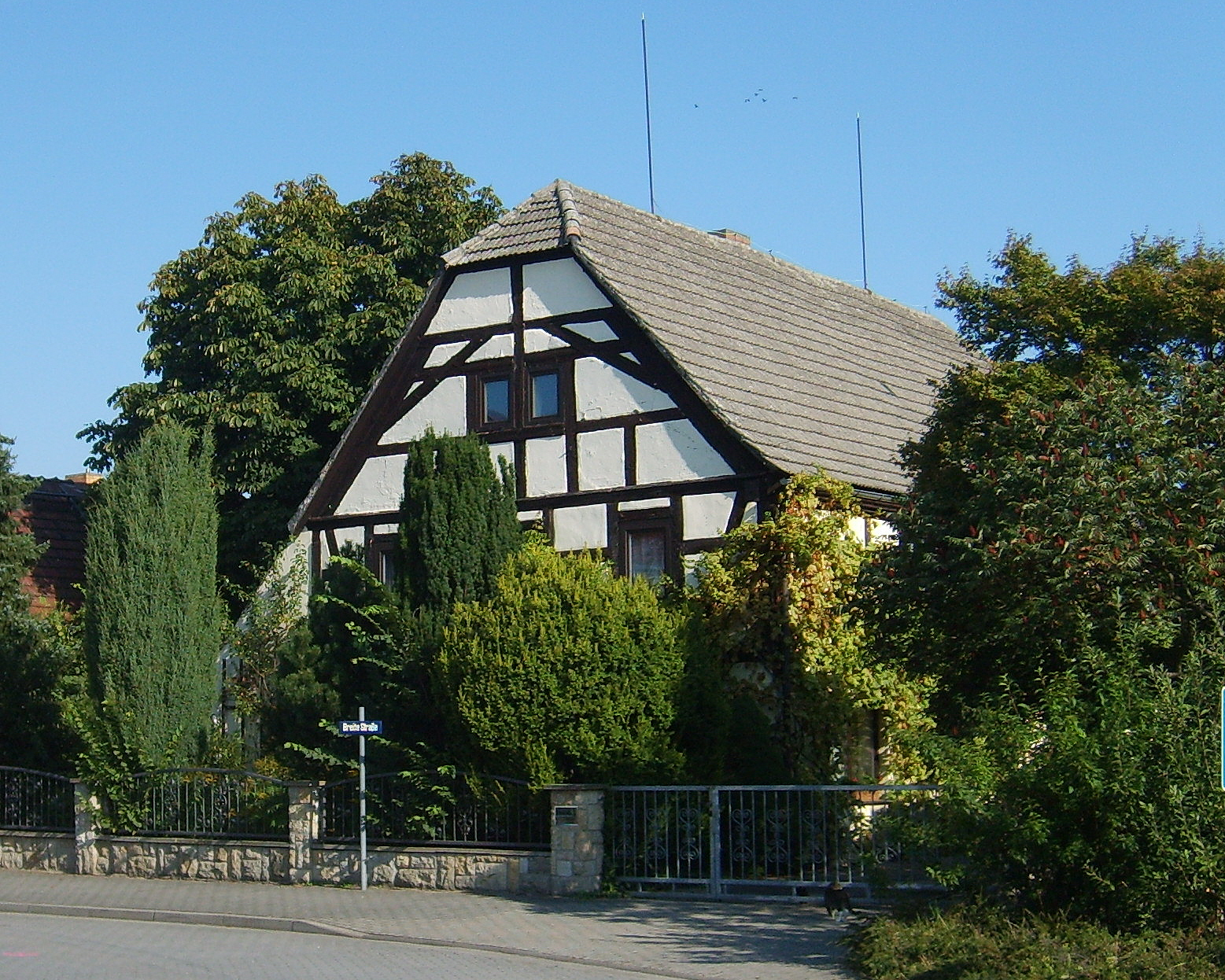
Vakwerkhuis